# Spoorlijn Slagelse - Værslev
De spoorlijn Slagelse - Værslev is een deels voormalige lokaalspoorlijn in Seeland in Denemarken, aangelegd door de staatsspoorwegen Danske Statsbaner tussen 1896 en 1898.

## Geschiedenis

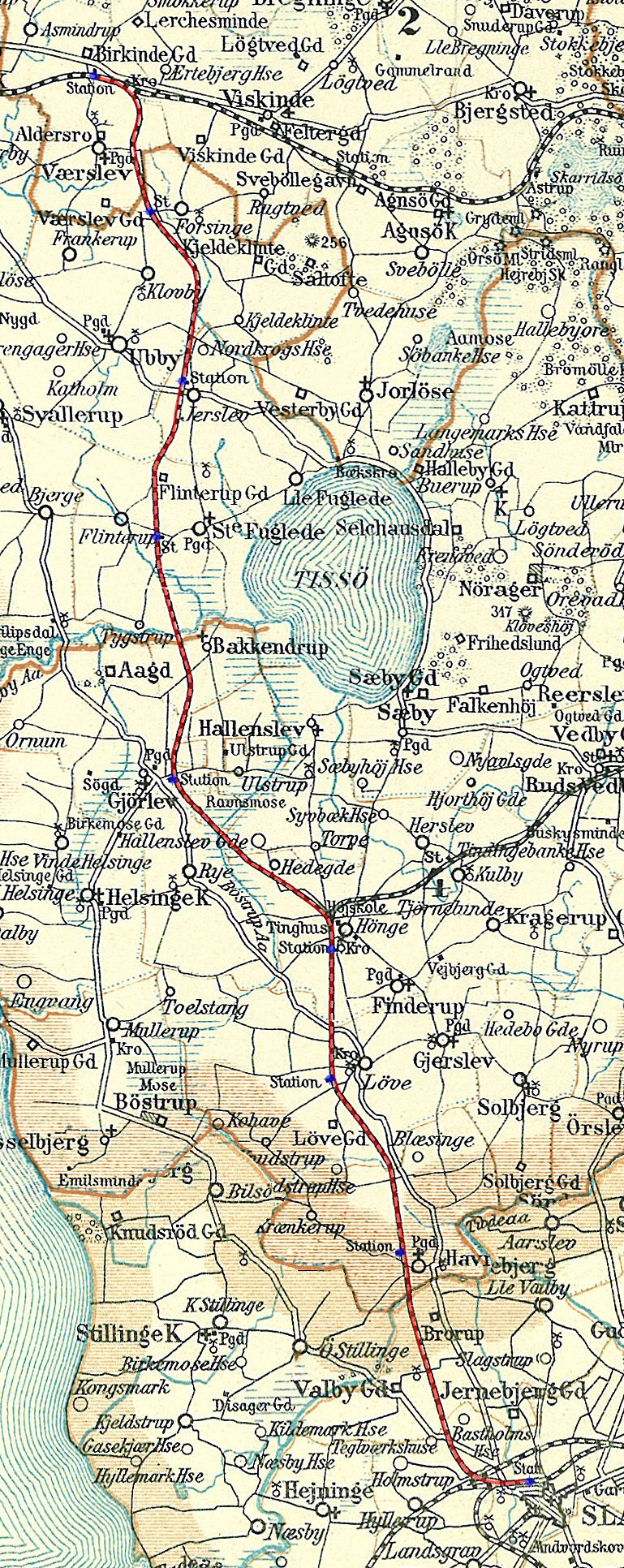
De spoorlijn op een topografische kaart.

De spoorlijn vormde een verbinding tussen de Nordvestbanen (Kopenhagen - Kalundborg) en Vestbanen (Kopenhagen - Korsør) in het westen van Seeland. De eerste plannen voor een verbinding tussen deze twee spoorlijnen dateren uit 1856, maar in 1889 werd besloten tot de aanleg van een verbinding als staatsspoorlijn. Door ambtelijk getouwtrek en onenigheid over de te volgen route (zoals ten westen of ten oosten langs met meer Tirsø) duurde het nog bijna een decennium voordat de verbinding werd aangelegd. In Høng sloot vanaf 1901 de private Tølløsebanen van de Høng-Tølløse Jernbane (HTJ) naar Tølløse aan.
In 1969 besloot de DSB om de onrendabele spoorlijn tussen Slagelse en Værslev te sluiten voor personenverkeer. Met de HTJ werd een overeenstemming bereikt waarna de HTJ haar treinen uit Tølløse kon laten doorrijden naar Slagelse. Reeds voor die tijd reden al enkele treinen van de HTJ door naar Slagelse. De spoorlijn tussen Høng en Gørlev werd door de DSB nog open gehouden voor goederenvervoer. Het lijngedeelte tussen Gørlev en Værslev werd gesloten en later ook opgebroken. Sinds 1978 laat de museumorganisatie Vestsjællands Veterantog in het zomerseizoen historische treinen rijden tussen Slagelse en Gørlev. Nadat het goederenvervoer naar Gørlev in 1994 werd gestaakt, wordt het lijngedeelte tussen Høng en Gørlev enkel nog gebruikt voor historische treinen.

## Huidige toestand
In 1997 werd de spoorlijn tussen Høng en Tølløse overgedragen aan de HTJ. Door fusies wijzigde de naam van de vervoerder in 2003 in Vestsjællands Lokalbaner (VL) en in 2009 in Regionstog (RT).